# Federalismo simmetrico
Il federalismo simmetrico si riferisce a un sistema di governo federale in cui ogni entità costituente possiede uguali poteri e non vi sono distinzioni. Ciò è in contrasto con il federalismo asimmetrico, in cui viene fatta una distinzione tra le entità costituenti.

## Esempi

### Australia
L'Australia è una federazione simmetrica, poiché a ciascuno dei 6 stati sono dati uguali livelli di autonomia e rappresentanza in Parlamento, a parte le differenze nella loro rappresentanza nella Camera dei Rappresentanti dovute al loro diverso numero di abitanti.

### Stati Uniti
Gli Stati Uniti sono una federazione simmetrica, poiché ciascuno dei 50 stati dell'Unione ha la stessa posizione e poteri ai sensi della Costituzione degli Stati Uniti. Ciò è stato affermato nella sentenza Coyle v. Smith, quando la Corte Suprema degli Stati Uniti dichiarò incostituzionale una disposizione dell'Oklahoma Enabling Act che richiedeva che la capitale dello Stato fosse situata a Guthrie, Oklahoma almeno fino al 1913. Tuttavia, gli Stati Uniti hanno una serie di aree insulari direttamente sotto il controllo del governo federale statunitense, con vari gradi di autonomia. Il Distretto di Columbia non è un'area insulare, ma è anche controllato direttamente dal governo federale con un’autonomia limitata.